# 蘇希葉拉涅茨
蘇希葉拉涅茨（烏克蘭語：Сухий Єланець）是位於烏克蘭南部的村莊，由尼古拉耶夫州尼古拉耶夫區的苏希叶拉涅茨市镇負責管轄。該村始建於1871年，面積2.87平方公里，海拔高度51米，2001年人口1,002，人口密度每平方公里349.4人。
47°22′10″N 31°59′26″E / 47.36944°N 31.99056°E